# Stazione di Ambivere-Mapello
Stazione di Ambivere-Mapello vasútállomás Olaszországban, Lombardia régióban, mely Ambivere és Mapello településeket szolgálja ki.

## Vasútvonalak
Az állomást az alábbi vasútvonalak érintik:
- Lecco–Brescia-vasútvonal

## Kapcsolódó állomások
A vasútállomáshoz az alábbi állomások vannak a legközelebb:
- Stazione di Ponte San Pietro (Stazione di Bergamo, Lecco–Brescia-vasútvonal, Sud-Est)
- Stazione di Pontida (Stazione di Lecco, Lecco–Brescia-vasútvonal, kelet)